# Томський район
То́мський район (рос. Томский район) — адміністративна одиниця Томської області Російської Федерації.
Адміністративний центр — місто Томськ, яке однак не входить до складу району.

## Населення
Населення району становить 76977 осіб (2019; 68652 у 2010, 66131 у 2002).

## Адміністративно-територіальний поділ
На території району 19 сільських поселень:
| Поселення                             | Площа, км² | Населення, осіб (2002) | Населення, осіб (2010) | Населення, осіб (2019) | Центр              | Населені пункти |
| ------------------------------------- | ---------- | ---------------------- | ---------------------- | ---------------------- | ------------------ | --------------- |
| Богашовське сільське поселення        | 366,54     | 6289                   | 6403                   | 6889                   | Богашово           | 18              |
| Воронинське сільське поселення        | 710,05     | 2591                   | 2600                   | 2806                   | Воронино           | 6               |
| Зарічне сільське поселення            | 281,42     | 6286                   | 7045                   | 8471                   | Кафтанчиково       | 6               |
| Зональненське сільське поселення      | 18,03      | 5149                   | 5944                   | 10440                  | Зональна Станція   | 2               |
| Зоркальцевське сільське поселення     | 1026,52    | 5432                   | 5629                   | 6217                   | Зоркальцево        | 13              |
| Ітатське сільське поселення           | 1392,05    | 2428                   | 2199                   | 2081                   | Ітатка             | 5               |
| Калтайське сільське поселення         | 1034,53    | 3450                   | 3570                   | 3724                   | Калтай             | 5               |
| Копиловське сільське поселення        | 161,24     | 4481                   | 4417                   | 4545                   | Копилово           | 6               |
| Корниловське сільське поселення       | 175,26     | 1913                   | 2362                   | 3407                   | Корнилово          | 6               |
| Малиновське сільське поселення        | 422,62     | 5687                   | 5280                   | 5391                   | Малиновка          | 6               |
| Меженіновське сільське поселення      | 421,62     | 1877                   | 2007                   | 2009                   | Меженіновка        | 6               |
| Мирненське сільське поселення         | 105,16     | 1730                   | 3151                   | 3567                   | Мирний             | 6               |
| Моряковське сільське поселення        | 1673,47    | 5588                   | 6017                   | 5775                   | Моряковський Затон | 9               |
| Наумовське сільське поселення         | 482,72     | 924                    | 746                    | 674                    | Наумовка           | 6               |
| Новорождественське сільське поселення | 478,72     | 1923                   | 1791                   | 1608                   | Новорождественське | 5               |
| Октябрське сільське поселення         | 171,25     | 2150                   | 2209                   | 2115                   | Октябрське         | 4               |
| Рибаловське сільське поселення        | 423,62     | 2483                   | 2280                   | 2252                   | Рибалово           | 5               |
| Спаське сільське поселення            | 220,33     | 2831                   | 2735                   | 2839                   | Батурино           | 6               |
| Турунтаєвське сільське поселення      | 473,70     | 2919                   | 2267                   | 2062                   | Турунтаєво         | 8               |

## Найбільші населені пункти
Населені пункти з чисельністю населення понад 1000 осіб:
| №  | Населений пункт    | Населення, осіб (2002) | Населення, осіб (2010) |
| -- | ------------------ | ---------------------- | ---------------------- |
| 1  | Зональна Станція   | 5 035                  | 5 813                  |
| 2  | Моряковський Затон | 4 731                  | 5 156                  |
| 3  | Богашово           | 3 762                  | 3 710                  |
| 4  | Кисловка           | 2 624                  | 2 929                  |
| 5  | Копилово           | 2 396                  | 2 405                  |
| 6  | Малиновка          | 2 499                  | 2 247                  |
| 7  | Октябрське         | 2 034                  | 2 103                  |
| 8  | Корнилово          | 1 619                  | 1 969                  |
| 9  | Розсвіт            | 1 876                  | 1 840                  |
| 10 | Рибалово           | 1 785                  | 1 765                  |
| 11 | Кафтанчиково       | 1 363                  | 1 528                  |
| 12 | Молодіжний         | 1 606                  | 1 524                  |
| 13 | Нелюбино           | 1 341                  | 1 409                  |
| 14 | Курлек             | 1 339                  | 1 382                  |
| 15 | Ітатка             | 1 491                  | 1 361                  |
| 16 | Лучаново           | 1 216                  | 1 261                  |
| 17 | Мирний             | 1 147                  | 1 256                  |
| 18 | Зоркальцево        | 1 170                  | 1 245                  |
| 19 | Чорна Річка        | 1 038                  | 1 233                  |
| 20 | Меженіновка        | 1 090                  | 1 170                  |
| 21 | Аеропорт           | -                      | 1 133                  |
| 22 | Кандінка           | 1 009                  | 1 090                  |
| 23 | Новорождественське | 1 074                  | 1 064                  |
| 24 | Калтай             | 1 048                  | 1 060                  |
| 25 | Воронино           | 947                    | 1 053                  |
| 26 | Семилужки          | 1 006                  | 1 017                  |
| 27 | Турунтаєво         | 1 224                  | 1 007                  |